# Thora Thersner

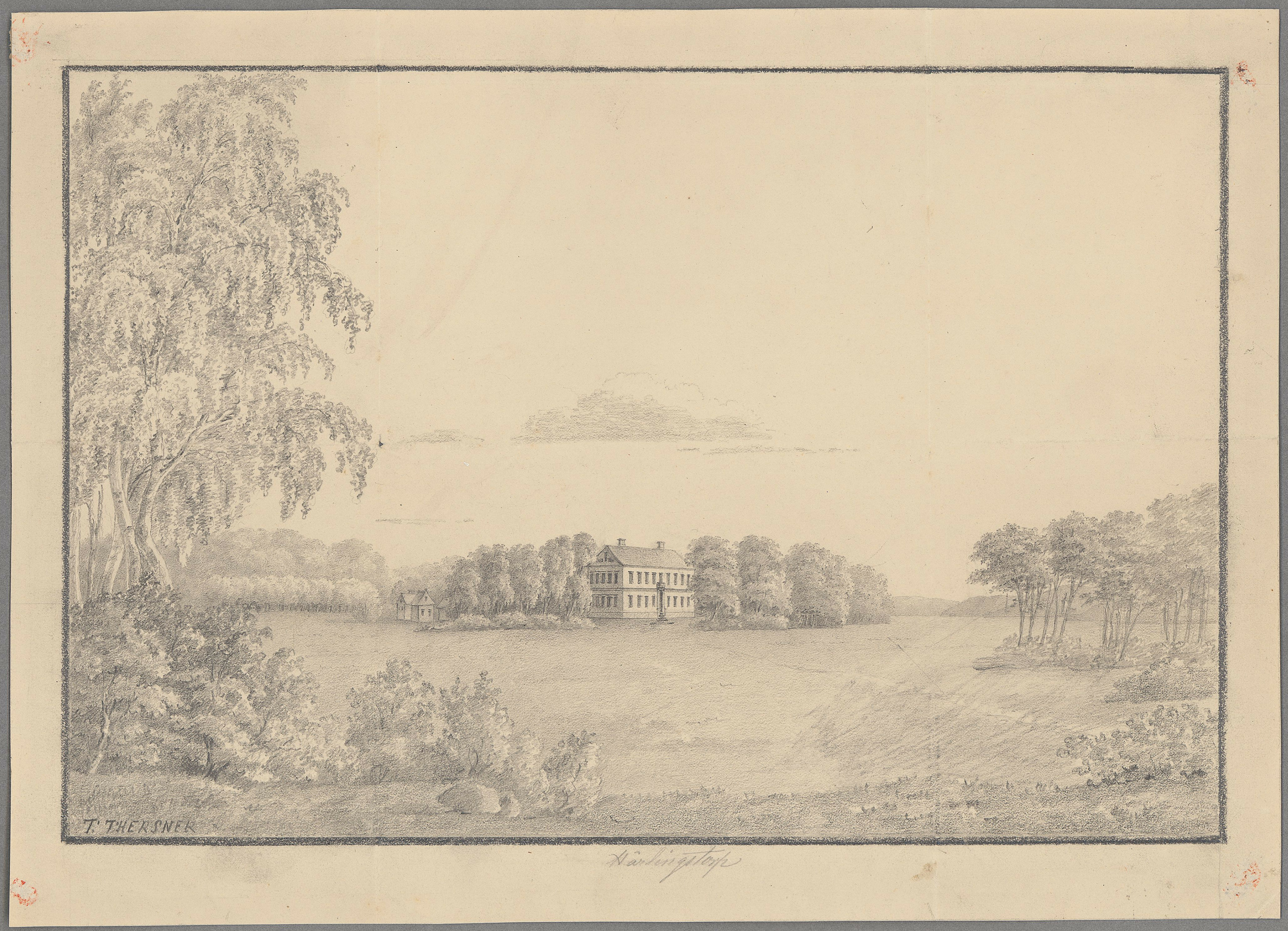
Härlingstorp, nära Axvall i nuvarande Skara kommun

Thora Johanna Ulrika Thersner, född 24 september 1818, död 29 september 1867 i Stockholm, var en svensk grafiker och tecknare.
Thora Thersner var dotter till överstelöjtnanten och konstnären Ulrik Thersner och Anna Gustafva Wechman. Hon var vid sin fars död endast 10 år och visade redan då anlag för teckning och fick därför redan från unga år privatundervisning i teckning. Under överintendenten Michael Gustaf Anckarsvärds ledning fick hon sätta sig in i sin fars arbete Fordna och närvarande Sverige och från 1845 var hon ensam ansvarig för fullbordandet av verket; texten redigerades dock av kungliga bibliotekarien Adolf Ivar Arwidsson. Efter moderns död blev utgivandet av verket hennes enda försörjning. 
Hennes talang har kallats begränsad och hon blev aldrig annat än en duktig amatör. Trots det är nästan hälften av planscherna i det stora verket skapade av henne. Under faderns livstid utgavs delarna Skåne och Östergötland och delarna Upland och Södermanland var påbörjade och slutfördes med hjälp av WM Carpelan och M.G. Ancarswärd övriga nio landskapsdelar utfördes av henne. 
Hon reste ensam omkring i landet och tecknade av sina synintryck som senare återutgavs i böckerna. Hennes stora vilja att slutföra sin fars arbete ledde till en viss livlöshet och stelnat maner i teckningen och några teckningar är missvisande i både arkitektur och topografi. Hon utförde även några teckningar till bokverket Fordna och närvarande Sverige. 
Som tecknare medverkade hon i Konstakademiens utställning 1836 med ett antal teckningar där hon tecknat av äldre mästares verk. Thersner är representerad vid bland annat Värmlands museum och Moderna Museet.